# Bracon luteocastaneus
Bracon luteocastaneus är en stekelart som beskrevs av Granger 1949. Bracon luteocastaneus ingår i släktet Bracon och familjen bracksteklar. Inga underarter finns listade.